# 쑥차

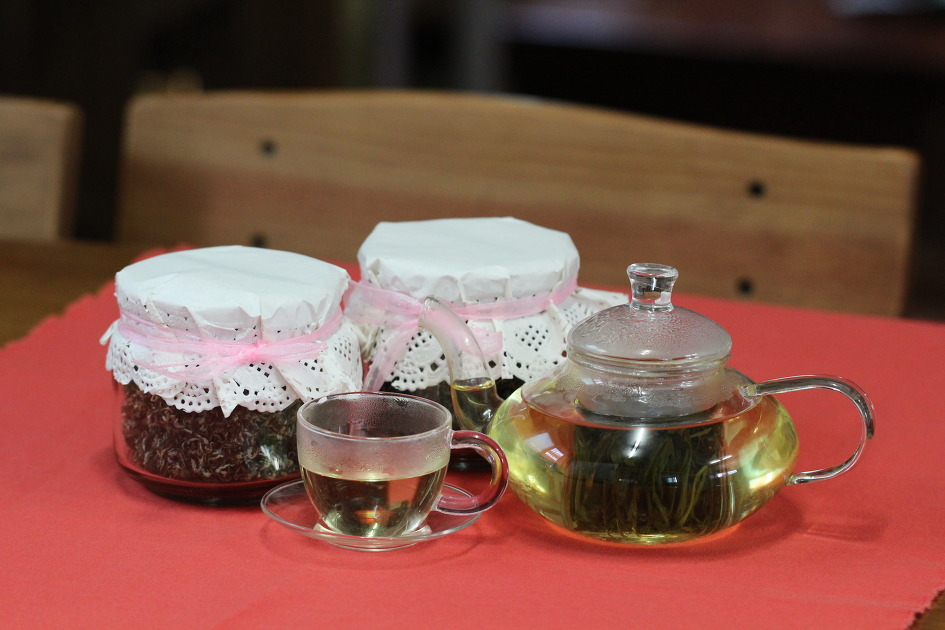

쑥차는 쑥으로 만든 한국의 전통차이다. 대한민국과 조선민주주의인민공화국에서 흔히 소비된다.

## 준비
음력 5월 5일 단오 즈음에 쑥잎을 수확한다. 그레고리력 기준으로 보통 5~6월 즈음이다. 이 잎들은 씻고 물기를 빼내고 그늘진 곳에 3~10일 간 말린다. 말린 쑥잎은 이후 덕금솥에 굽는다. 차주전자에서 손 한웅큼쥘 만큼의 쑥과 한 컵의 물을 추가하여 5~10분 간 끓인다.

## 기타
쑥차는 천연제초제 역할을 할 수 있다.